# Moravska Srbija
Moravska Srbija (srbsko Моравска Србија/Moravska Srbija) je naziv, ki se v zgodovinopisju uporablja za največjo in najmočnejšo neodvisno srbsko kneževino, nastalo leta 1371 na ruševinah Srbskega cesarstva.  Ime je dobila po Moravi, glavni reki v osrednji Srbiji. Svoj največji obseg dosegla leta 1379 zaradi vojaških in političnih dejavnosti njenega prvega vladarja, kneza Lazarja Hrebeljanovića. Leta 1402 je bila povišana v Srbski despotat, ki je obstajal do leta 1459 (de iure do 1560. let).
Naziv "Moravska" nima nobene povezave z Moravsko v Češki republiki. Povezan je s porečjem Velike Morave, Zahodne Morave in Južne Morave v sedanji osrednji Srbiji.  
Lazar Hrebeljanović je bil rojen okoli leta 1429 v trdnjavi Prilepac pri Novem Brdu na Kosovu v Srbskem kraljestvu. Bil je dvorjan srbskega carja Stefana Uroša Dušana in njegovega naslednika Stefana Uroša V.. Za Uroševo vladavino je značilna slabitev centralne oblasti in razpadanje Srbskega cesarstva. Močni srbski plemiči so postali praktično neodvisni vladarji svojih domen.
Lazar je leta 1363 ali 1365 zapustil Urošev dvor, postal lokalni gospod in se najmanj od leta 1371 naslavljal s "knez". Njegova domena je bila sprva  v senci močnejših zemljiških gospodov, predvsem bratov Vukašina in Jovana Uglješe Mrnjavčevića. Oba brata sta bila leta 1371 ubita v bitki na Marici in Lazar je zasegel njuno ozemlje. Lazar in bosanski ban Tvrtko I. Kotromanić sta leta 1373 s skupnimi močmi premagala še enega močnega plemiča Nikolo Altomanovića. Lazar je zasegel večino njegovega ozemlja. Približno takrat je Lazar priznal suverenost kralja Ludvika I. Ogrskega, ki mu je prepustil del ali celo Mačvo. Z vsemi omenjenimi ozemeljskimi pridobitvami je Lazar postal najmočnejši srbski fevdalec. Njegovo državo zgodovinarji imenujejo Moravska Srbija.
Moravska Srbija je dosegla največji obseg leta 1379, ko je Lazar zasedel še Braničevo in Kučevo, posest ogrskega vazala Radiča Brankovića Rastislalića. Lazarjeva država je bila večja od domen drugih srbskih gospodov in večja od bivšega Srbskega cesarstva. Imela je tudi bolj organizirano upravo in vojsko. Obsegala je celo porečje Morave on izvira Južne Morave na jugu do reke Donave in Save na severu. Severozahodna meja je potekala po reki Drini.  Razen prestolnice Kruševac so bila pomembna tudi mesta Niš in Užice ter Novo Brdo in Rudnik, najbogatejša rudnika srebra v srednjeveški Srbiji. Od vseh srbskih ozemelj je bila Moravska Srbija najbolj oddaljena od Osmanskega cesarstva in zato najmanj izpostavljena pustošenju turških roparskih skupin. Zaradi teh okoliščin je privlačila begunce iz predelov, ki so jih ogrožali Turki. Begunci so gradili nove vasi in zaselke v redko naseljenih in neobdelanih delih Moravske Srbije. Med pribežniki je bila tudi duhovščina, ki je spodbujala oživitev starih verskih središč in ustanavljanje novih.
Turške roparske tolpe so neovirano prehajale ozemlja osmanskih vazalov in leta 1381 vdrle v Moravsko Srbijo. V bitki pri Dubravici pri Paraćinu sta jih prestregla in uničila Lazarjeva plemiča Crep Vukoslavić in Vitomir.  Leta 1386 je sultan Murat I. sam poveljeval veliki vojski, ki je Lazarju vzela Niš. Za bitko med Lazarjem in Muratom  pri Pločniku malo jugozahodno od Niša ni jasno ali se je zgodila malo pred padcem Niša ali malo po njem. Lazar je pri Pločniku odbil Muratov napad. Po smrti kralja Ludvika I. leta 1382 se je v Ogrskem kraljestvu začela državljanska vojna, v kateri je na strani nasprotnikov princa Sigismunda Luksemburškega nekaj časa sodeloval tudi Lazar. Nekaj vojaških enot je poslal v boje v okolici Beograda in Sirmija. Ti spopadi so se končali brez osvojitve novega ozemlja. Lazar je leta 1389 z ogrskom kraljem Sigismundom I. sklenil mir.
Bitka na Kosovskem polju, v kateri sta se spopadli Lazarjeva in osmanska vojska pod poveljstvom Murata I., je potekala 15. junija 1389. Lazar in Murat sta v njej padla. Bitka je bila taktično neodločena, velike izgube na obeh straneh pa so bile katastrofalne  samo Srbijo. Lazarja je nasledil najstarejši sin  Stefan Lazarević. Ker je bil še mladoleten, je Moravsko kraljestvo upravljala Lazarjeva vdova Milica. Pet mesecev po kosovski bitki jo je s severa napadla vojska ogrskega kralja Sigismunda. Osmanska vojska je med prodiranjem proti Ogrski spomladi 1390 prišla do meje Moravske Srbije in Milica je priznala sultanovo suverenost.
Stefan Lazarević se je kot osmanski vazal udeležil bitke pri Karanovasi (1394), Rovinah (1395),  Nikopolju (1396) in Angori (1402). Po bitki pri Angori je obiskal Carigrad, kjer mu je bizantonski cesar Manuel II. Paleolog podelil naslov despot. Njegova država se je zato od leta 1402 imenovala  Srbski despotat.

## Vladarja
- Lazar Hrebeljanović (1371–1389)
- Stefan Lazarević (1389–1402)